# 刺猬索尼克系列
刺猬索尼克（官方译为）是由中裕司创作，世嘉开发并持有的电子游戏系列。系列核心是一系列竞速式2D動作游戏，但亦有数个其他类型的衍生作品。系列主角是拟人的蓝色刺猬索尼克，他平静的生活多被系列主要反派蛋头博士打破，故索尼克通常必须阻止蛋头并挫败他各种统治世界的计划。1991年系列首部游戏在Mega Drive平台发行，當時世嘉企圖制作一个具標誌性的吉祥物並由公司部门Sonic Team（原世嘉R&D 9）构思，作品获得成功并发展出接連的系列作，后转变为世嘉在16位时代（1990年代中期）的主打游戏。
Sonic Team此后开发了系列中的多部作品。最初Sonic Team的知名成员有中裕司、设计师大岛直人和游戏企划安原廣和。其他索尼克游戏开发者有美国世嘉技術開發研究所（Sega Technical Institute）、日本Dimps、美国Backbone Entertainment、加拿大BioWare、英国Sumo Digital和英国Traveller's Tales等。虽然系列首作是平台游戏，但后来延伸到动作冒险、格斗、竞速、角色扮演、体育、开放区域等类型。截至2021年，包含免費遊戲的下載量，全系列遊戲累計已向全球提供了超過13億8000萬份。

## 游戏
索尼克系列的游戏方式可以说是游戏史上的一大创举，这也就是索尼克系列热卖的原因之一。最初在 SEGA Mega Drive 平台上推出的2D横版动作游戏“刺猬索尼克”。其基本上模拟 马里奥系列 的游戏方式，但是玩家需要不断地收集一种游戏元素称为“金环”——相当于 马里奥系列 中的蘑菇，作为人物的“护盾”。如果失去金环就等于“一触即死”，同时光圈的数量也作为游戏结束后的加分因素之一。
游戏的目的是要玩家在尽可能短的时间内到达目的地，索尼克可以通过不停加速来快速完成关卡。最后可能需要对抗BOSS。游戏中有许多辅助道具（例如无敌，加速鞋等）还有许多得以称为经典的游戏元素——过山车回转，加速道等等。除此之外还有特殊关卡（Special Stage），目的一般是为了收集“混沌翡翠”（也稱卡歐斯寶石或混沌宝石）。只要齊集七顆寶石，索尼克便可變成超級索尼克（Super Sonic），與隱藏Boss對抗。
从MD的“索尼克2”开始，游戏就引入了双人模式。在双人模式中，一般是以分屏游戏的办法区分玩家的游戏视野。双人游戏内容包括竞速，寻宝，分数战等等。
3D平台后的索尼克游戏在游戏模式上大同小异，但是操作全然不同。在2003年推出的《索尼克英雄》（Sonic Heroes）中首次引入了团队合作。游戏允许玩家通过切换同一队伍中不同人物来通过特殊障碍以完成关卡。
截至2011年3月，所有音速小子的相關遊戲系列在全球的累计销量已達8900万份。

## 历史
1990年，世嘉为了对抗当时的16位游戏巨头任天堂以及它旗下的吉祥物马里奥，决定替换原有的吉祥物Alex Kidd，并将设计新吉祥物的任务交给了当时新成立不久的下属世嘉第九研究開發部（世嘉R&D 9）。经过初选，有数份人物设计的原稿獲提交上来，其中包括了一只犰狳，一只狗，一个形似西奥多·罗斯福的睡衣老头（后来的反派蛋头博士）。最后，大岛直人设计的人物“Mr.ハリネズミ（针鼠先生，英文Mr.Needlemouse）”获得了一致肯定，成为了选定的新吉祥物。随后，世嘉R&D 9的中裕司，大岛直人及安原廣和对索尼克的具体设定进行了细化，它身体的颜色是世嘉公司标志性的深蓝色，鞋子的设计取自迈克尔·杰克逊在“Bad”专辑中所穿的舞鞋，性格则与当时正竞选美国总统的比尔·克林顿相似）。于是这个十五人的制作小组决定以这只刺猬作为新游戏的主角，为他起名为Sonic（在英文中意为"声波"），即“音速小子”，并把制作团队起名为「Sonic Team」。当年电玩展上，中裕司推出了这个游戏的体验版。当时就有许多玩家迷上了这个游戏的模式。事实上，中裕司在体验版中的游戏方式非常简单：玩家只要一直按着前进键就可以一路无阻地冲到终点，这种模式却给玩家带来了前所未有的速度体验，因而当年游戏展上，世嘉大获成功。
1991年6月23日，世嘉主机Mega Drive上的《刺猬索尼克》（Sonic The Hedgehog）游戏在北美正式发行。此作一上市就广受好评，销量大增。6月23日此后也作为索尼克的生日。
紧接着1992年11月21日，世嘉推出了MD平台上的第二款索尼克游戏《刺猬索尼克2》（Sonic The Hedgehog 2）。游戏新增了双尾狐狸塔尔斯这个人物，也因此出现了双人模式。
（Sonic The Hedgehog 2曾经有过泄漏版本，称为Sonic The Hedgehog 2 Beta。中裕司在最近的访谈中表示那其实是当时设计的游戏体验版，在电玩展的时候不幸被窃走。这个泄漏版里有四个关卡，其余还有大部分是未完成的。这个泄漏版当中一些场景得以认为是索尼克游戏设计起源的线索，然而官方并未证实。）
其后在MD平台上又连续推出了许多索尼克游戏，另外还在8位平台及其他主机上陆续开发了游戏。其中1996年在世嘉土星上发布的Sonic 3D獲认为是最早的索尼克3D游戏（不过按照当时的技术也只能算得上2.5D）。另外还有许多并非竞速类型的索尼克游戏也在各个平台上发布。
1998年，在经过精心策划后，SonicTeam发布了世嘉DC主机上的新游戏索尼克大冒险（Sonic Adventure）。游戏几乎推翻了以前全部的人物设计，并首次以全3D方式进行。但是大部分经典元素还得以保留。
2001年世嘉遭受了一些变故，迫使它退出了游戏机硬件市场而转向软件，索尼克系列開始出現在任天堂等其他主機上。索尼克十周年纪念时，SonicTeam推出了索尼克大冒险2（Sonic Adventure 2）。这款獲玩家称为最受欢迎的索尼克游戏中加入了一些新鲜成分。同时也是整个索尼克系列中故事情节最丰富的游戏之一。此后还有GBA掌机上的2D游戏。
2003年世嘉首次跨平台推出了游戏索尼克英雄（Sonic Heroes），它几乎囊括了XBOX，PS2，GameCube，PC在内的各大平台。
2005年SonicTeam跨平台推出了首部并不以Sonic为主角的3D游戏暗影刺猬（Shadow The Hedgehog），游戏引入了动作射击成分。也遭到了批评，例如过分出现脏话，以及替换配音演员（指美版，日版配音不變）等。
2006年是索尼克十五周年纪念，世嘉将在新平台XB360、PS3以及Wii上推出许多新的索尼克游戏。其中XBOX360、PS3上的游戏就命名为Sonic The Hedgehog，表示将要回归游戏的本原，同时还有更多新的游戏元素加入。
2007年，為配合2008年北京奧運，世嘉與任天堂合作推出一款以索尼克和瑪莉奧為主角的體育競技遊戲，瑪利歐與音速小子在奧林匹克運動會。
2009年，索尼克與瑪利歐又再次在任天堂DS和Wii平台上推出瑪利歐與音速小子在冬季奧林匹克運動會。

## 主要角色
從和開始．所有角色擁有官方正式譯名。

### 英雄組
（Sonic the Hedgehog，日：草尾毅→金丸淳一）
舊譯稱呼他，初登場自系列作第一部，本系列的主角，喜愛自由且厭惡拘束，稱作是陸地上最快的藍色刺蝟，15歲。
塔尔斯（Miles"Tails"Prower，日：林一樹（音速小子大冒險）→村田厚月（音速小子大冒險2）→廣橋涼（音速小子X）。吉永拓斗（世代:經典塔爾斯））
的「最好朋友」（來自索尼克自身），初登場自8位元版《刺猬索尼克2》，跟蛋頭博士有同等的智商，是隊中的雙尾（別名來源）狐狸發明家。9歲。
纳克鲁斯（Knuckles the Echidna，日：神奈延年）
初登場自《刺猬索尼克3》，與索尼克亦敵亦友（不過主要是友就是了）。偏向相信別人，如蛋頭博士，不過現在漸漸不易受騙了。擁有絕對性的力量，足以一擊把索尼克打出超級狀態。16歲。
興趣是讀書，但本身性格緣故而忘記書本內容。

### 蘿絲組
艾咪·蘿絲（Amy Rose，日：川田妙子）
初登場於《音速小子CD》，12歲。自稱索尼克女友的粉紅色刺蝟，武器為一把稱作Piko Piko Hammer的充氣槌。
原先在《音速小子CD》稱作小淘气罗茜（ロージー・ザ・ラスカル / Rosy the Rascal），是被金屬索尼克捕獲的角色，最初形象為綠色上衣和迷你裙，與現在由《索尼克大冒險》之後換上紅色連身裙裝扮截然不同。
克琳姆·芮比（Cream the Rabbit，日：青木沙耶香）
初登場於《索尼克Advance 2》，她是一隻6歲大的小兔子，天真無邪，心地善良，雖然年紀小但卻懂得關懷他人。
偶然與來到這個世界的布蕾茲相遇後，就把她當成自己的姐姐看待，同時也是改變布蕾茲的關鍵角色。
台版配音動畫翻譯為芮比，但此為直翻姓氏的誤譯。
於《群英會》為了尋找Cheese的兄弟Chocola而和Amy與Big組成Team Rose。
瓦妮菈·芮比（Vanilla the Rabbit，日：青木沙耶香）
克琳姆的親生母親，與女兒克琳姆同登場於《索尼克Advance 2》，但遊戲原作未提名字，其名字到動畫《音速小子X》公開。
性格和克琳姆一樣天真無邪，心地善良並關懷他人。
起司（Cheese the Chao，日：廣橋涼）
初登場於《音速小子大冒險》，幾千年以前就已存在的古代生物種族巧歐(チャオ)，蝴蝶結是避免和其他巧歐混濁，有著果凍般的身體，不過相當柔弱，與克琳姆是好朋友。
比谷（Big the Cat，日：八代駿→長嶝高士）
性格悠閒的大貓，喜歡釣魚。
於《索尼克大冒險》登場，作為可操控主角之一，為了尋找失蹤的好友青蛙君（カエルくん / Froggy）而展開旅程。
於《群英會》為了尋找Froggy而和Amy與Cream組成Team Rose。
青蛙（Froggy）
比谷的隨身伙伴

### 黑暗小队（Team Dark）
夏特（Shadow The Hedgehog，日：遊佐浩二）
初登場於《音速小子大冒險2》，自稱「究極生命體」(The Ultimate Life Form)，由蛋頭博士的爺爺 - 杰拉德教授(Pr. Gerald)創造。性格严肃、孤僻而高傲，习惯于独自行动。设定上来说長得和索尼克很像，但不同的是毛色为黑色，虹膜为红色，四肢末端和棘刺尖端有红色的花纹，且刺尖上翘。胸前有一撮白色的毛。
擁有操控混沌翡翠的力量，可以使用「混沌爆破」和「混沌之矛」来战斗，「混沌控制」则可以用于扭取時空并瞬移。战力和速度與索尼克相當，甚至在其之上，為了幫五十年前在方舟ARK上被GUN的士兵誤殺的人类女孩玛利亚(Maria)報仇而想要毀滅世界，但在最後想起玛利亚真正的願望是保護人類所以犧牲自己保住地球，後來並沒死但失去了過去的记忆。和索尼克及希爾弗亦敵亦友。
露姬（Rouge The Bat，日：落合留美）
初登場於《音速小子大冒險2》，長相很性感的白色蝙蝠，但身后的蝙蝠翅膀是黑色。对收集各种宝石感兴趣，尤其是被纳克鲁斯守护着的混沌翡翠和王者翡翠，為了得到它而跟從蛋頭博士，但有時也會到索尼克那邊找納克鲁斯，似乎不站在任何一方。
有著不錯的戰鬥能力，得意技能是踢腿。
被納克鲁斯稱作「蝙蝠女」。
E-123 “奧米伽”（E-123 Omega，日：楠大典）
初登場於《群英會》，蛋頭博士製造的最強E系列機器人，但奧米伽本身由于厌恶蛋头博士将自己视作一个机器人来操控而對蛋頭博士懷恨在心，要證明自己的本事而大肆摧毀蛋頭博士的所有造物作為報復蛋頭博士的手段。具有強而有力的雙臂，並能切換各武器來對應不同狀況。
後於夏特和露姬同行並組成隊伍。在《索尼克：力量》中則是反抗軍成員，和反抗軍眾人一同對抗蛋頭軍團的侵略。

### 異次元組
（Silver The Hedgehog，日：小野大輔）
登場於，為了避免自己所處的未來被毀滅而來到索尼克的時空的銀色刺蝟。
14歲，具有超能力，一開始因誤會而和索尼克是敵人，但遇到夏特也一同穿越時空回到10年前索雷雅娜之火的實驗爆炸事件才知道其真相，並正式和解。
布蕾兹（Blaze The Cat，日：高森奈緒）
初登場於任天堂DS發行的《音速小子:衝刺》，來自異次元的貓，14歲。
索爾翡翠(ソルエメラルド)的守護者，因為追擊偷走索爾翡翠的蛋頭博士而來到索尼克等人的世界來請求協助，有著操作火焰做為攻擊手段的能力。
雖然沉穩冷靜，但也會壓抑情緒，有著害羞的一面，但遇到克琳姆之後想法開始有了改變，並成為索尼克一夥的友人。
在《音速小子2006》中，為了打倒在荒廢的未來世界所存在的炎之災厄「Iblis」，與希爾弗協力作戰。至於為何居住在異世界的布蕾茲會來到未來，官方製作組未明說此事。
之後包含音速小子:衝刺的正規世界線中並未犧牲，但同時不認識希爾弗。
瑪琳（Ｍarine the Raccoon）
活潑健談的浣熊女孩。
活潑積極，強烈渴望冒險。夢想是用自己做的船環遊世界。
不顧眼前的危險，在登場的《音速小子:衝刺冒險》中經常帶給索尼克一行人麻煩，不過意外的有機械天賦？

### 卡歐迪克斯(Chaotix)偵探事務所
貝庫特（Vector the Crocodile，日：三宅健太）
另译为"维克托"。偵探社社長，是一隻鱷魚，整天遊手好閒，因為辦公室都沒有什麼案件。他很喜歡克琳姆的母親瓦妮菈。
艾斯皮歐（Espio the Chameleon，日：增田裕生）
偵探社成員，是一隻變色龍，總是負責調查行動，可以隨著環境改變外色，擅長隱身術，也會使用忍術。
查米（Charmy Bee，日：鐵炮塚葉子）
偵探社成員，是個話匣子蜜蜂，卻意外的討人喜愛，負責幫助貝庫特搬運雜物，跟貝庫特活像一對父子。

### 巴比倫盜賊團（Babylon Rogues）
捷特（Jet the Hawk，日：岸尾大輔）
有「傳說的風使」的別名，為盜賊團Babylon Rouges的領導人。
Extreme Gear的技術是歷代以來的No．1。
傲氣很高，不服輸，不想讓別人看到自己的缺點。
對手是獲稱為地上最快的索尼克。
維芙（Wave the Swallow，日：中村千繪）
從事Extreme Gear的改裝處理到盜賊飛船的修理，為Babylon Rouges的超級機械師。對於Extreme Gear的知識非常充滿自信。
對尊敬捷特團長的事情感到反感，感覺像不可靠的弟弟一樣。
史東（Storm the Albatross，日：乃村健次）
盜賊團Babylon Rouges的重坦克。在才智方面不足，但有能將岩石打碎的大力氣。
對於捷特非常忠心，但有時候會有魯莽的行動，結果讓捷特非常生氣。

### 音速三兄妹（Sonic Underground）
注：这是一个独立的作品的世界观，请勿与其他作品的世界观混淆
索妮娅（Sonia the Hedgehog）
索尼娅是该作品中索尼克的妹妹，愛美，略顯潑辣，会对弄脏自己衣服的人感到非常生气。会弹钢琴，拥有电子琴皇家勋章。技能是发射激光。拥有一辆机车。
他們均可以使用樂器的魔法將機器人暫時還原成生命體。
曼尼（Manic the Hedgehog）
曼尼是该作品中索尼克的弟弟，是年齡最小的一個，會敲架子鼓，擁有架子鼓皇家勋章在三種樂器中威力最大，可以產生地震。平時沒事是喜歡用兩個小棍敲打東西(敲架子鼓敲的入迷了)，會開極其復雜的鎖，在動漫裏說是比保險櫃還要復雜一百倍的鎖(因為他在小時候是小偷，不過為兩個兄姐幫了很大的忙)。有一個可以在天空中飛行的滑板。
艾麗娜女王（Queen Aleena the Hedgehog）
三兄妹的母親，她為了讓歐拉可的預言成真不得不和他們分開，音速三兄妹為了找她費盡了心血，其實她就在三兄妹附近，一直看著三兄妹和機器王做對，在他們無助的時候會伸出援助之手。
查克（Chuck the Hedgehog）
索尼克的叔叔，擅長計算時間和研發，被蛋頭博士機械化变成行屍走肉。
亞瑟（Athair the Echidna）
亞瑟是納克鲁斯的古老聖人，也是納克鲁斯的曾祖父，大約109歲。
他是住在一個大山區頂部的隱士。
當納克鲁斯打算離開漂浮島幫助索尼克，曼尼和桑尼亞停止蛋頭博士的漂浮堡壘，亞瑟在納克鲁斯之前出現，並警告他說一但離開漂浮島將毀掉全馬比爾。
後來亞瑟給他們一個含有翡翠碎片的罐子來收集破碎的混沌翡翠。
幫助納克鲁斯和他的朋友們停止混沌能量的釋放。
在混沌翡翠碎片得到保護後，亞瑟告訴英雄，納克鲁斯無法加入抵抗軍，因為他的職責是守護漂浮島。

### 其他
蒂卡爾（Tikal the Echidna，日：麻生香穗里）
四千年前針鼴族族長帕奇卡瑪的女兒，為了阻止暴走的Chaos而自我犧牲。
在《Adventure》以靈魂的形式引導Sonic等人。
斯迪克斯（台CN卡通頻道譯：悍妞）（Sticks the Badger，日：悠木碧）
初登場於《音速小子 音爆》（台CN卡通頻道譯：音速小子 火力全開），她是一個生活在森林的古怪獾女孩。
由於她從小就住在森林裡，因為沒有一般人的常識並自由奔放地活著。
她的狩獵能力很高，只要被她的迴旋鏢瞄上就絕對逃不了，喜歡挖垃圾和看著閃亮的物體。
雖然她有時看起來很瘋狂，但她的瘋狂偶爾會誤入天才，讓她找到其他人無法想到的解決方案。
此外斯迪克斯和艾咪·蘿絲是好友。
（Omochao，日：小櫻悅子）
於《Adventure 2》登場，模仿Chao型態的小型機械人，製作者不明。
麥迪（Mighty the Armaddilo）
初登場於《セガソニック・ザ・ヘッジホッグ》以及家機作品《カオティクス》，犰狳，擅長力量並破壞障礙物。
雷（Ray the Flying Squirrel）
初登場於《セガソニック・ザ・ヘッジホッグ》，飛鼠，與麥迪是好友，具有滑翔能力。
方古（Fang the Hunter）
初登場於《ソニック&テイルス2》，狼與跳鼠的混血（超級巨星改為跳鼠），身手俐落的賞金獵人。
但同時是位通緝犯，並化名不少名字(耐克・威傑爾/ナック・ザ・ウィーゼル、方古・斯奈巴/ファング・ザ・スナイパー)來方便活動。
《超級巨星》受蛋頭博士委託並合作，在北極星群島行使壞事，為方便抓住獵物，也特地改造愛用載具「奇妙女王」。
巴克（Bark the Polar Bear）
初登場於《ソニック・ザ・ファイターズ》，北極熊，性格沉默也不多言，但具有熱愛大自然環境的溫柔之心。
畢（Bean the Dynamite）
初登場於《ソニック・ザ・ファイターズ》，啄木鳥，《ダイナマイトダックス》主角賓(BIN)的兒子。
喜歡運動並擅長足球。
哈妮（Honey the Cat）
初登場於《ソニック・ザ・ファイターズ》，貓，原本企劃於本篇登場，但不明原因成未採用角色，於PS3・Xbox 360移植版正式實裝。
原型是《毒蛇快打》登場女角哈妮，也穿著相同的服裝。
翠普（Trip the Sungazer）
初登場於《超級巨星》，在方古與蛋頭博士達到北極星群島後最先遇見的神秘巨環蜥女孩。
穿著重型裝甲，但有笨拙遲鈍的一面，服從方古與蛋頭博士，並遵從他們的命令擔當這座未開發島嶼的嚮導。

## 反派

### 蛋头博士與相關人士
蛋头博士（ドクター・エッグマン"，Dr.Eggman）　日：大塚周夫 (1998年–2015年)；中村浩太郎 (2016年至今)
初登場自系列作第一部，是位瘋狂科學家及發明家。
小歐（日：岩田光央）
初登場於《繽紛色彩》，蛋頭博士製造的紅色球型手下機器人，智商很高，看似認真又能幹，但他其實只要有一空檔就會偷懶。
對蛋頭博士十分忠心，會盡心完成自己工作，不過有時會說些不中聽的冷嘲熱諷，因此惹怒蛋頭博士。
搭檔小秋負責裝傻，而他則負責吐槽。
小秋（日：高木渉）
初登場於《繽紛色彩》，蛋頭博士製造的黃色正方型手下機器人，性情溫和的慢郎中。明明和搭檔小歐搭載同樣的CPU，但腦袋卻莫名不靈光。
非常仰慕蛋頭博士，但他是個不被罵就不會行動的懶惰鬼，所以總是被蛋頭博士罵。
搭檔小歐負責吐槽，而他則負責裝傻。

### 六鬼眾
居住《失落世界》中心的戰鬥民族，以薩伏克為首共6人構成，角與尾巴是共通外表特徵，6位英語名字內含Z為共通點。登场于索尼克IDW漫画系列中。
薩伏克（Zavok，日：中田譲治）
六鬼眾領袖，師傅大師齊克認可的最強實力者，具有優秀戰鬥能力同時也有頭腦清晰的一面，並尋找強勁對手。
《瑪利歐與的里約奧運》以選手身分登場。
薩茲（Zazz，日：青山穣）
六鬼眾之中性格好戰的戰鬥狂，是索尼克最初對手。
《瑪利歐與的里約奧運》以選手身分登場。
薩摩（Zomom，日：茶風林）
六鬼眾的大胃王屬性胖子，甚麼食物都照吃不誤，並以這身軀擔當破壞工作。
大師齊克（Master Zik，日：麥人）
六鬼眾的年長者，也是最強的戰士，興趣是盆栽。
吉娜（Zeena，日：冬馬由美）
六鬼眾的紅一點，擔任秘書。
索洛（Zor，日：泰勇氣）
六鬼眾的諜報員，言行舉止有中二病一面，稱呼索尼克為「蒼之者」，蛋頭博士則稱「蛋男爵」。

### 黑暗星雲
意為「黑暗兵器們」，通稱「黑暗軍團/黑臂」（Black Arms）。以週期彗星「黑暗彗星」為據點的外星戰鬥民族。
隨黑暗未日死亡，黑暗彗星被夏特以超級型態的力量脫離地球並藉蛋頭方舟的「日蝕加農砲」消滅黑暗彗星，黑暗星雲就此滅亡。
黑暗未日（日：大友龍三郎）
黑暗星雲領袖，夏特外傳最終頭目，和夏特最終對決敗陣並死亡。
但《索尼克X夏特 世代》疑似受時間侵蝕者影響而復活。

## 游戏

### Sonic the Hedgehog（1991年，Sega Master System）
《Sonic the Hedgehog》是世嘉于1991年在Master System上推出的动作平台游戏，虽然与同年发售的Mega Drive版本同名，但其关卡设计和游戏机制完全不同。游戏采用较慢节奏，强调精确跳跃和探索。玩家控制Sonic在多个区域中奔跑、跳跃并击败敌人，最终击败Dr. Robotnik。该作保留了系列的经典元素，如环收集与BOSS战，但整体难度更为平衡。
刺猬索尼克

### Sonic the Hedgehog 2（1992年，Sega Master System）
《Sonic the Hedgehog 2》是1992年在Master System发行的续作，与Mega Drive上的同名作品内容不同。游戏设定为Sonic前往拯救被Dr. Robotnik绑架的好友Tails。玩家将在多个独立区域中穿越关卡、解决机关与战斗，游戏引入了滑索等新机制，关卡更加多样。Tails虽在剧情中登场，但在此版本中不可操作。
刺猬索尼克2

## 动画
索尼克系列也有一些動畫片，不過目前以最受歡迎，另外世嘉也在2014年秋新的動畫片，名叫「Sonic Boom」（日版為 Sonic Toon）。
- 刺蝟索尼克歷險記
- 音速小子
- 音速三兄妹
- Sonic OVA
- Sonic X
- （英、法：Sonic Boon；日：Sonic Toon）：在2014年秋推出的新動畫片
- 世嘉硬件女孩：出现在第7话。
- 音速小子：回家大冒險（英、美：Sonic Prime；日：ソニックプライム）

## 電影
在2013年，索尼影視娛樂獲得了《音速小子系列》的電影發行權。
2014年6月10日，索尼影視娛樂和Marza動畫星球工作室宣佈電影為真人動畫電影。電影將由尼爾·H·摩里茲的Original Film製作，與Takeshi Ito和Mie Onishi共同製片，范·羅比克克斯和埃文·薩塞爾編劇。
2016年2月，遊戲開發商SEGACEO里見治透露，電影計劃於2018年上映。提姆·米勒和傑夫·福勒在2016年獲聘開發電影；這將是福勒的導演开刃作，米勒和福勒也會擔任執行製作人。派翠克·凱西和喬許·米勒編寫劇本。
2017年10月，電影將改由派拉蒙影業發行，但大部分的製作團隊保持不變。
2018年2月，宣佈該電影將於2019年11月上映。
2018年5月29日，據報導保羅·路德正為角色湯姆進行洽談，該角獲形容為「音速小子的朋友，可能會合作擊敗蛋頭博士的警察」。一天後，宣佈詹姆斯·馬斯登加盟劇組，後來透露他飾演角色湯姆·華卓斯基。2018年6月，蒂卡·桑普特加盟劇組和占·基利飾演反派蛋頭博士。
2018年7月30日，主體攝影在溫哥華進行，暫定名稱為「賭場之夜」（Casino Night），參考自《音速小子2》中的關卡，拍攝將持續至2018年9月30日。
2018年8月，本·施瓦茨為主角索尼克配音。
2022年《音速小子2》上映，同時塔爾斯及納克魯斯登場。
2024年12月《音速小子3》于北美地区上映（中国大陆及周边地区在2025年1月上映），同時夏特及艾咪·蘿絲、（片尾彩蛋）會在本電影登場。

## 遊戲音樂
音樂是索尼克系列的一大特色。最初在MD平台上遊戲就以明快的音樂受到了好評。MD上的《刺猬索尼克》和《刺猬索尼克2》遊戲作曲為日本音樂團體DREAMS COME TRUE的團長中村正人，同時還有古代佑三（他為8位元遊戲機上的《索尼克》遊戲作曲，後來也用到16位遊戲當中）之後的許多遊戲音樂由世嘉自己的音樂公司Wavemaster操刀。進軍3D平台後，世嘉又邀請了許多知名人為索尼克製作樂曲。其中最有名的當屬Crush 40樂隊，他們幾乎包辦了3D平台上所有的索尼克遊戲主題曲。

## 影響
1993年，人的神經元大多以音速小子的習慣命名，這讓科學家難以接受。

## 外部連結
- Sonic the Hedgehog Official Website（英文）
- SONIC CHANNEL（日語）
- Sonic索尼克的Facebook專頁